# Addounia TV
Addounia TV (араб. قناة الدنيا الفضائية‎, дословный перевод — «Телеканал Мир») — частный сирийский телевизионный канал. Запущен 23 марта 2007 года. Западные СМИ квалифицируют телеканал, как «полуофициальный» и считают его «рупором правительства».
Логотип

## История

### Во времявооружённого конфликта
23 сентября 2011 года Совет Европейского союза добавил телеканал в список санкционированных физических и юридических лиц, на основании того, что, якобы, Addounia TV «подстрекал насилие против гражданского населения в Сирии». 20 октября 2011 года эфир Addounia TV был прерван со спутника Hotbird. Позже телеканал заявил, что санкции, введенные Евросоюзом, противоречат принципам свободы средств массовой информации и международных конвенций, которые защищают свободу слова.
Телеканал приостановил свою деятельность 5 февраля 2012 года, так как был взломан оппозицией.
Лига арабских государств официально попросила спутниковых операторов Arabsat и Nilesat прекратить вещание сирийских СМИ, в том числе и Addounia ТВ. В июне 2012 года Сирийское арабское информационное агентство заявило, что просьба остановить вещание сделана для того, чтобы «ввести людей в заблуждение относительно конфликта в Сирии».
Президент Башар аль-Асад дал интервью 29 августа 2012 года на телеканале Addounia, в котором он рассказал о местных и региональных событиях.
5 сентября 2012 года прервано вещание сирийских телеканалов со спутников Arabsat и Nilesat, в том числе Addounia TV.
Журналист Addounia TV Сухейл аль-Али скончался 4 января 2013 года, спустя 4 дня после того, как бойцы сирийской оппозиции открыли по нему огонь в Дамаске.
16 мая 2013 года Государственный департамент США включил Addounia TV в чёрный список телеканалов.
25 марта 2014 года Addounia TV продолжил вещание со спутника Nilesat, после 18 месяцев остановки вещания.

## Программы
- Новости (выходят в 2:00, 11:00, 14:00, 17:00, 20:00 по Дамасскому времени)
- Доброе утро (صباح الخير)
- 7 дней
- Сирийская Драма
- Shi Chic (شي شيك)
- Спортивные программы
- Взгляд на события (عين على الحدث)
- Кинофильмы
- Бесплатный час (ساعة حرة)
- Главная Новости (نشرة الأخبار الرئيسية)
- От редакции (من غرفة الأخبار)
- Youth Tube (شباب تيوب)
- Дорогое здоровье с доктором Дана Аль-Хамви (صحتك بالدنيا)

## Спутниковая настройка
- Eutelsat 8 West: C 11176 H — 27500 — 3/4
- Express AM44: 10984 V — 12110 — 3/4
- Arabsat-5A: 10717 H — 2069 — 2/3

## Награды
В ноябре 2010 года выиграл премию Tetrapylon в категории Лучший спутниковый телеканал.